# CAPTCHA

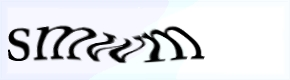
Textul „smwm”, scris distorsionat pe un fond cu gradient de culoare, astfel încât să poată fi ușor recunoscut de utilizatorii umani, dar cu greutate de un robot.

CAPTCHA este o metodă automată de a determina dacă utilizatorul unui software (site de Internet etc.) este o persoană sau un program de calculator. Numele metodei este acronimul expresiei englezești „Completely Automated Public Turing test to tell Computers and Humans Apart” în engleză cuvântul CAPTCHA seamănă fonetic cu cuvântul capture („a prinde”, „a captura”).

## Istoric
Denumirea a fost aleasă în anul 2000 de un grup de cercetători de la Universitatea Carnegie Mellon și de la IBM. CAPTCHA este o formă specială de test Turing, administrată automat de un server (deși, în mod obișnuit, testul Turing este administrat de un om).

## Prezentare
O formă de CAPTCHA se prezintă sub forma unei imagini care conține litere distorsionate pe care utilizatorul trebuie să le recunoască și să le reintroducă de la tastatură, pentru a dovedi că el este o persoană, și nu un program. Versiunile vechi ale acestui test au putut fi deja învinse de către programe avansate de recunoaștere optică a caracterelor. Partea la care aceste programe încă mai rămân în urmă față de om este segmentarea unui text deformat în litere individuale; pe această dificultate de programare se bazează versiunile moderne de CAPTCHA.